# Lentillac-du-Causse
Lentillac-du-Causse település Franciaországban, Lot megyében. Lakosainak száma 108 fő (2022. január 1.). Lentillac-du-Causse Cabrerets, Orniac, Sabadel-Lauzès és Sénaillac-Lauzès községekkel határos.

## Népesség
A település népességének változása:
| Lakosok száma | 119  | 108  | 103  | 101  | 104  | 98   | 99   | 106  | 110  | 108  |
|               | 1968 | 1982 | 1990 | 2006 | 2013 | 2015 | 2017 | 2019 | 2020 | 2022 |